# 越路吹雪
越路吹雪（1924年2月18日—1980年11月7日）為日本東京都千代田區麴町出身的舞台女演員、歌手。
本名為內藤美保子（ないとう みほこ），舊姓為河野（こうの），其暱稱“小河”（コーちゃん）是取自她的舊姓。

## 生平
- 1924年（大正13年）2月18日：誕生。其父河野友孝為東京電燈的工程師。
- 1935年（昭和10年）：自長野縣飯山高等女學校（現長野縣飯山南高等學校）輟學。
- 1937年（昭和12年）4月：加入寶塚歌劇團。
- 1939年（昭和14年）2月：初次登台。
- 1951年（昭和26年）8月：自寶塚歌劇團退團。成為東寶專屬。
- 1952年（昭和27年）1月：於NHK紅白歌唱大賽首次登場。之後出場15次直到1969年。
- 1959年（昭和34年）11月：和內藤法美結婚。
- 1965年（昭和40年）9月：其母河野益代去世。於12月獲得日本唱片大獎歌唱獎。
- 1966年（昭和41年）2月：其父河野友孝去世。
- 1968年（昭和43年）：自東寶獨立，成為自由契約者。
- 1969年（昭和44年）：於東京日生劇場舉行長期獨唱會（劇團四季製作）。之後成為她的例行公事。於1970年代當時，成了票最難入手的現場舞台之一。
- 1980年（昭和55年）11月7日午後3時2分：因胃癌去世。享年56歲。

## 人物
自寶塚歌劇誕生的香頌女王。在二戰期間至戰後以男角立足於舞台上。
退團後，以女演員的身分主要活躍於歌舞片，並以歌手身分重唱許多有名的香頌及電影音樂，特別是香頌分野裡和作詞家岩谷時子一同將許多名曲介紹予日本。1958年（昭和33年）獲獎、1965年（昭和40年）唱片大獎、1968年（昭和43年）藝術祭獎勵獎等，連連獲獎。
又，超越了寶塚迷範圍，博得了日本全民的愛戴，和美空雲雀及吉永小百合等並列女性偶像的起源（不過在當時「偶像」這個詞還不流行，因此越路・美空・吉永等人被稱作「明星」）。
還有，她曾為1964年（昭和39年）8月31日開播的富士電視音樂節目「MUSIC FAIR」的第一代主持人。
有如同時期活躍的美空雲雀被譽為現代日本演歌的先鋒般，越路吹雪可謂J-POP（現代日本流行音樂）的先驅者。其夫為作曲家內藤法美。
單身時代，她曾是三島由紀夫的情人。三島的母親曾深信自己的兒子和越路會結婚。又，越路的歌迷裡特別有名的一名為佐藤榮作前日本首相夫人的佐藤宽子，曾擔任越路後援會會長為其著名理事。
日生劇場的獨唱會幾乎都是春、秋兩次，將近1個月的長期獨唱會。擔任她舞台服飾設計的是妮娜·莉琪和伊夫·聖·羅朗的高級服飾店Haute Couture，利琪的本店裡有和越路等大的木雕。
越路逝後8年，其夫內藤也患肝癌而與世長辭。

## 代表歌曲
- （留最後的一支舞給我）
- （愛的讚歌）：收錄了這首歌曲的唱片及CD等媒體一共賣了200萬張以上。
- （Sans toi ma mie／愛人，我不能沒有你）：曾被电视剧《古畑任三郎》用作插曲
- （夢中有你）
- （誰也不在的海邊）
- （某首愛的詩）
- （離別）
- （伊卡路斯之星）
- （夜裡霧中的幽會）
- （東京內一個下雨的夜晚）
- （沒用的人）
- （憂鬱）
- （然後現在）

## 曾飾演過越路吹雪的演員
- 舞台
  - 池畑慎之介

- 電視
  - 天海祐希（成人）、新垣結衣（15歲時）（女人一代記系列）
  - 相樂晴子
  - 大地真央（成人）、瀧本美織（青年）、岩淵心咲（少女）（越路吹雪物語）

## 關連項目
- 岩谷時子
- 池畑慎之介
- 梅垣義明
- 天海祐希

## 外部連結
- 维基共享资源上的相關多媒體資源：越路吹雪
- 越路吹雪官方介紹（日語）
- ユニバーサル・ミュージック・ジャパンによる公式ページ （页面存档备份，存于）
- 日本コロムビアによる公式ページ （页面存档备份，存于）
- . 文春写真館. 文藝春秋. 2013-07-01  [2016-12-15]. 原始内容存档于2013-07-08.
- 越路吹雪物語 BS朝日 （页面存档备份，存于）